# Tata Nacho
Ignacio Fernández Esperón, alias Tata Nacho (Oaxaca, Oaxaca, México, 14 de febrero de 1894; Ciudad de México, 5 de junio de 1968), fue un compositor mexicano. Entre sus obras destacan: Adiós mi chaparrita, La borrachita, Nunca, nunca, nunca; Así es mi tierra, cuya letra fue escrita por Jorge Hope Macías, y Primaveral, cuya letra escribió Ricardo López Méndez El Vate y que fue cantada por primera vez por la soprano Ernestina Garfias en el Palacio de Bellas Artes; Quiero ver (otra vez); Íntima, que fuera interpretada por el tenor José Carreras en Suiza, y Abre tus ojos.

## Primeros años
Su vocación musical nació cuando era niño al escuchar a su madre, doña Piedad, tocar el piano. Siendo aún muy joven se traslada a la ciudad de Nueva York para estudiar música y durante su estancia es compañero de cuarto de George Gershwin. En la gran urbe conoce y desposa a María Zepeda Ávila, también mexicana. De allí se traslada a España como representante de México en la Feria Mundial de Sevilla de donde parte hacia París, en donde continúa sus estudios musicales y es discípulo, entre otros, de Edgar Varèse. Antes del inicio la II Guerra Mundial, regresa a México ya con la idea de fundar una sociedad de compositores. Así, con el concurso de su primo, el compositor Manuel Esperón, de Mario Talavera y de 
Alfonso Esparza Oteo se crea lo que más tarde se convertiría en la Sociedad de Autores y Compositores de México (SACM) de su patria. Al no existir en este país la figura jurídica para esta clase de asociaciones, se tuvo que recurrir a la de sindicato, por lo que propugna y lucha hasta lograr que se apruebe y promulgue una ley para la protección de los derechos de autor. 
De su primer matrimonio con María Zepeda, procrea una hija de nombre Piedad (conocida familiarmente como Suzy). Luego de quedar viudo, conoce en Guadalajara a María del Refugio González, a quien desposará más tarde y con quien tiene dos hijos: María Luisa (conocida como Malú) y Mario Ignacio (conocido también como Manacho). Entre otras muchas y destacadas actividades, Tata Nacho, como era cariñosamente conocido desde su adolescencia, fue director de la Orquesta Típica de la Ciudad de México, musicalizó varias películas y fue director musical de diversos programas de radio.

## Defensor de los derechos de autor
Tata Nacho fue defensor incansable de los derechos de autor, y al momento de su muerte seguía siendo presidente de la SACM.

## Popularidad en televisión
Su tema Quiero ver es ampliamente conocido en la cultura hispanoamericana, ya que ha servido de fondo musical al programa televisivo mexicano El Chavo del 8, cuyos personajes Don Ramón y el Profesor Jirafales enseñan en guitarra este tema tanto a El Chavo como a Quico, siendo recordado el estribillo Quiero ver, otra vez, tus ojitos de noche serena... Esta canción también apareció en otros sketches, donde Chespirito pretende ser una marioneta.